# Baben
Baben è una frazione  (Ortsteil) del comune tedesco di Eichstedt (Altmark), nel Land della Sassonia-Anhalt.
Fino al 31 dicembre 2009 ha costituito un comune autonomo.